# Spinnewiel
Een spinnewiel is een mechaniek om van wol een draad te spinnen. Het is een vervolmaking van het spinnen met de spintol.

## Geschiedenis
Rond de 12e eeuw verschenen de eerste, handaangedreven spinnewielen. Pas in de 15e eeuw ontstonden er ook spinnewielen met voetaandrijving.
In China zou er een spinnewiel op een schilderij uit 1035 staan, waar anderen beweren dat het spinnewiel in India is uitgevonden.
De oudste afbeelding in Europa is van Leonardo da Vinci en dateert uit 1480. Hierop was een wiel te zien met een spindelhoofd. Later stelde hij voor om het spoelen en het spinnen in een enkel werktuig te combineren. Hieruit ontwikkelde een Duits ingenieur het tegenwoordig gangbare type voetaangedreven spinnewiel tussen 1520 en 1530.

## Werking
Het spinnewiel bestaat uit een spinklos, welke aan het draaien wordt gebracht. Hieraan wordt een begindraad bevestigd, die ronddraait en de aangevoerde wol tot een draad spint. De bol wol wordt op een spinrok gestoken. De wol wordt aangevoerd door een spingat, door de draaibeweging tot een draad gesponnen, en op de klos gewonden. De snelheid van de klos kan met een schroef worden ingesteld.
Afhankelijk van de mate van perfectionering van het spinnewiel en de dikte van de gesponnen draad, kan een spinner of spinster met een spinnewiel per dag twee- tot viermaal meer draad spinnen dan met een spintol.
Nadeel van het spinnewiel was dat het maar één spindel had.

## Typen
Het in 1530 uitgevonden spinnewiel, met een scheef plankje als basis, wordt een spinnewiel van het Saksische type genoemd. Een staand model of schippertje neemt minder ruimte in, omdat daar de spoel boven het drijfwiel is aangebracht. Deze modellen werden onder meer door schippersvrouwen gebruikt die weinig ruimte tot hun beschikking hadden. Spinnewielen van het Scandinavische type zijn juist weer heel groot. Hier zijn de onderdelen opgehangen in een vierkant frame.

## Spinning Jenny
Het spinnen is een van de eerste textielbewerkingen die werd gemechaniseerd. In 1764 ontwierp James Hargreaves daartoe de Spinning Jenny. Deze door handkracht aangedreven machine kon aanvankelijk acht spillen bevatten. Op het einde van de 18e eeuw bestonden er al machines met 120 spillen. Deze schaalvergroting leidde tot de behoefte aan een centrale krachtbron zoals een watermolen of een stoommachine. Dit resulteerde in de opkomst van de fabrieksmatige textielproductie.

## Onderdelen

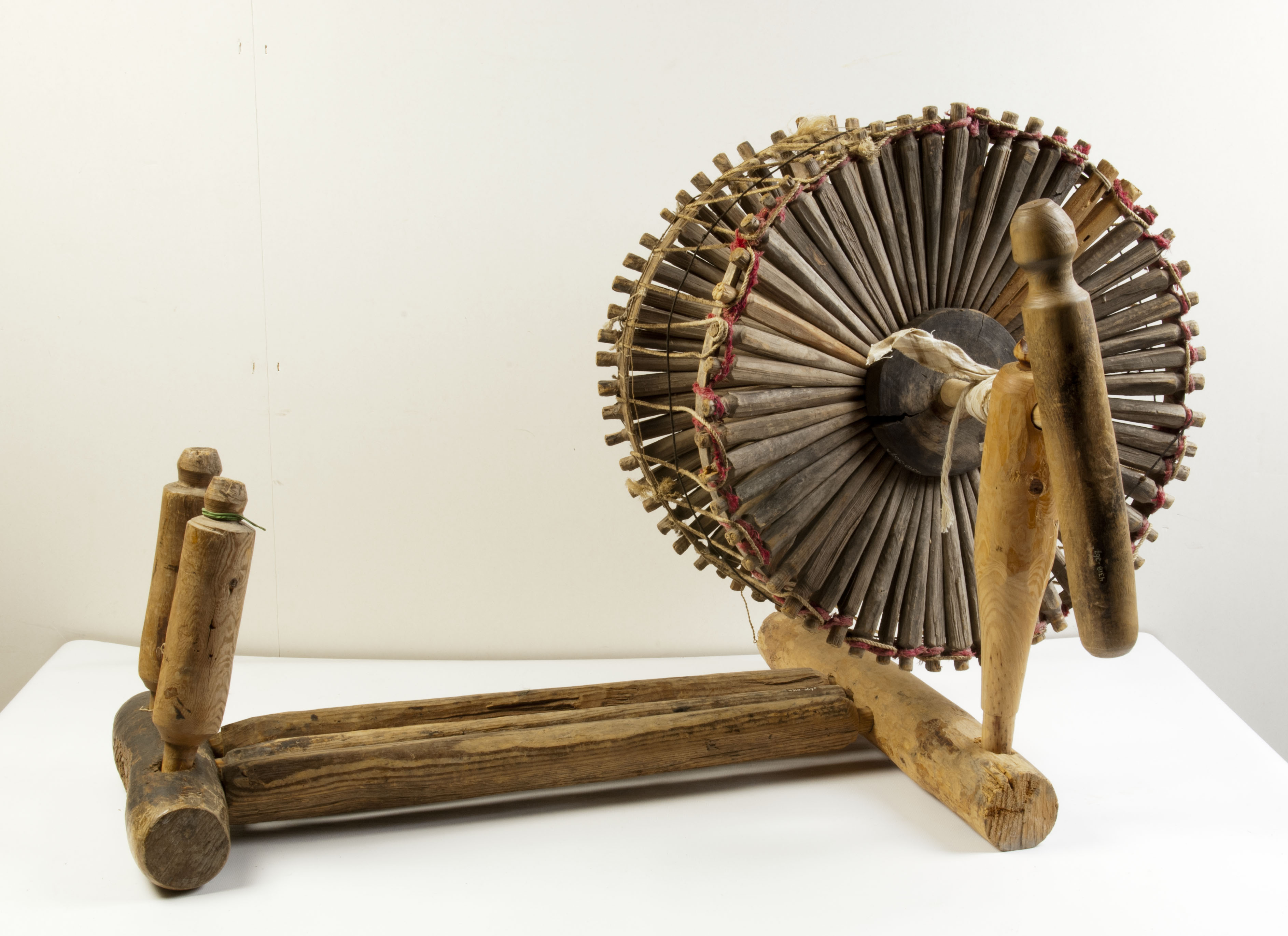
Houten spinnewiel voor het spinnen, twijnen en opwinden van garen (uit Çanakkale, Turkije)
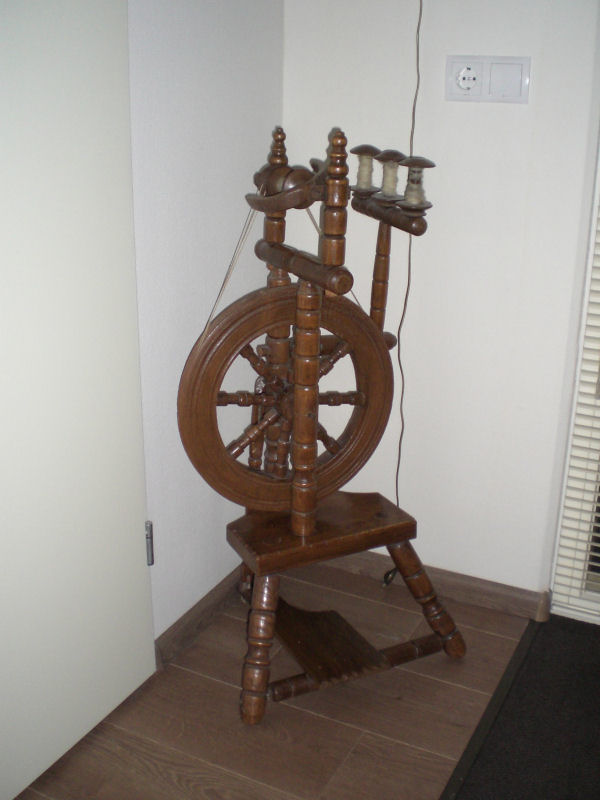
Spinnewiel
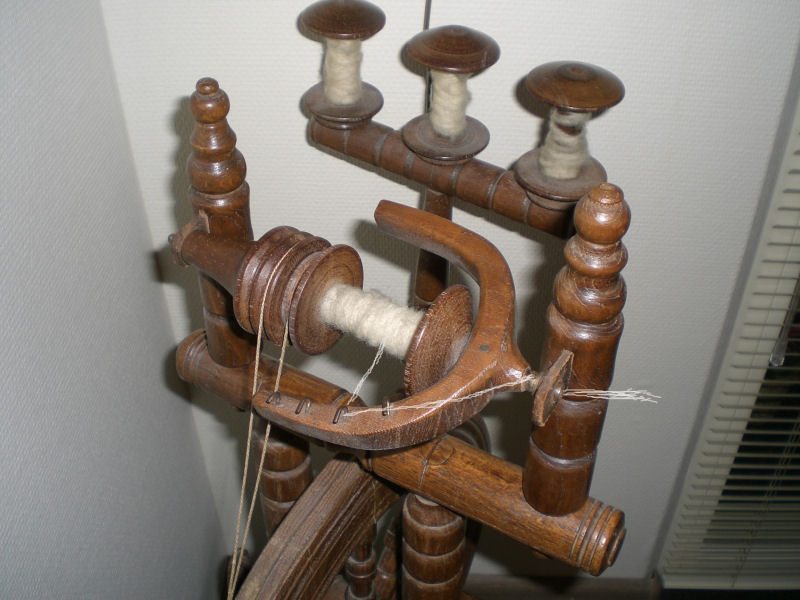
Spinwerk
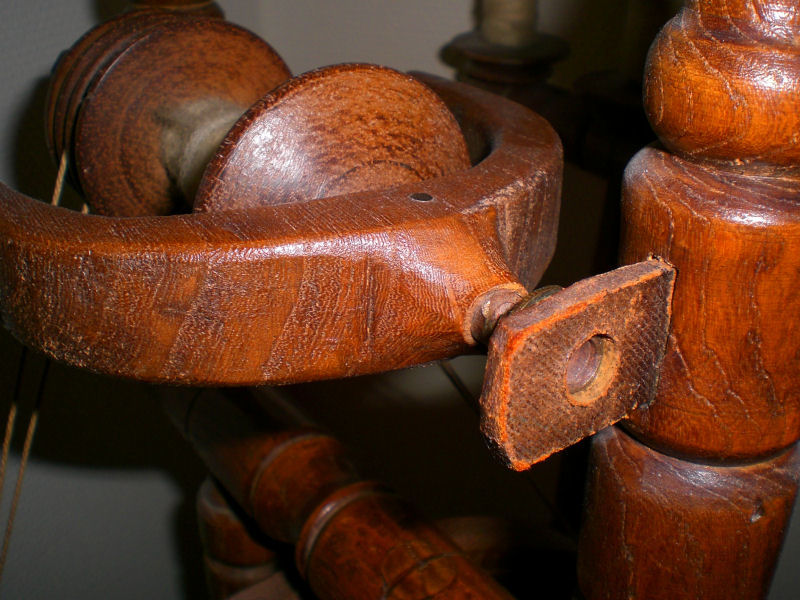
Draadinvoer
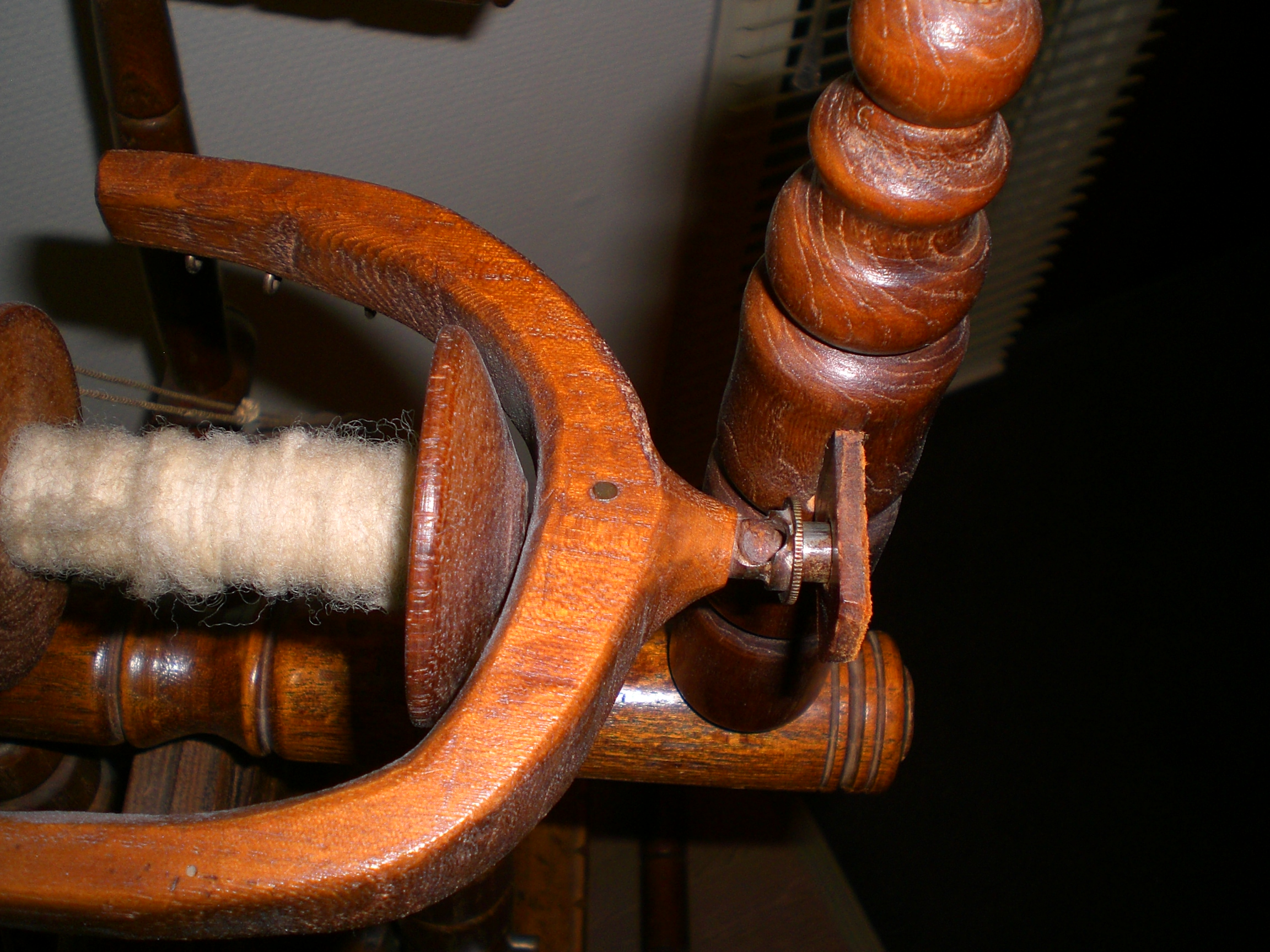
Spoel
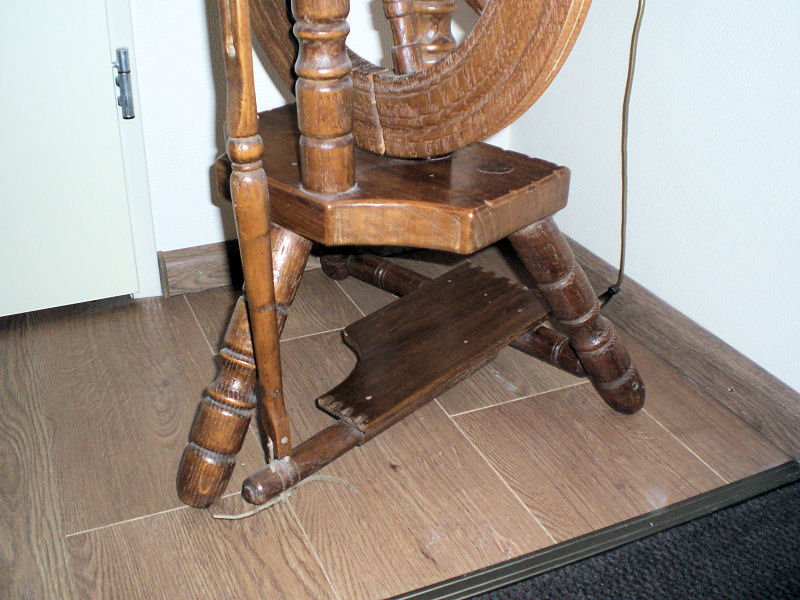
Trapwerk
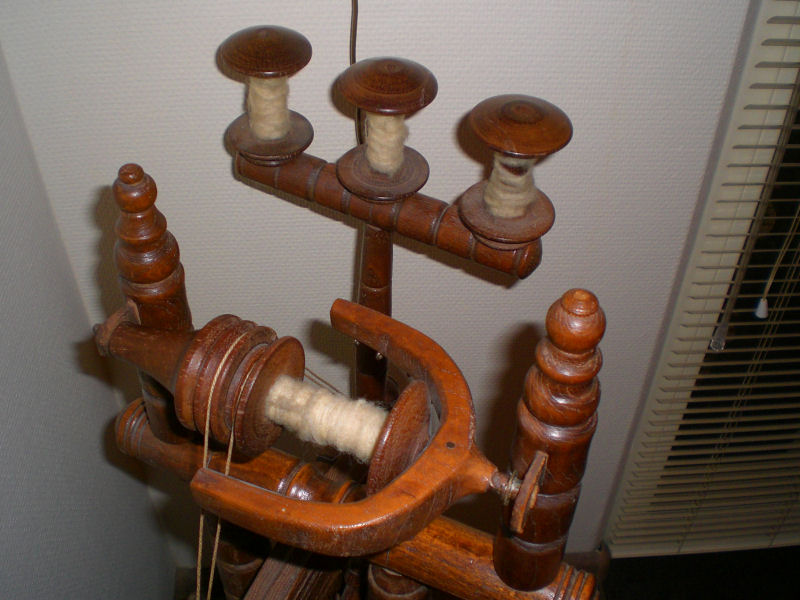
Opzetklossen

## Trivia
- De Griekse godin Clotho wordt vaak afgebeeld met een spinrok.
- Frigg spint de wolken.
- Doornroosje valt in een honderd jaar durende slaap, nadat ze zich geprikt heeft aan een betoverd spinnewiel.
- Ook in het sprookje van Vrouw Holle komt het spinnewiel voor. In het begin van het verhaal zit namelijk een van de personages te spinnen naast de waterput.
- In Repelsteeltje zegt de molenaar tegen de koning dat zijn dochter stro tot goud kan spinnen. De waarheid is dat zij dit niet kan en hulp krijgt van Repelsteeltje om het werk te volbrengen.